# Вулиця Гоголя (Севастополь)
Вулиця Гоголя (крим. Ğoğol soqaq) — вулиця в Ленінському районі Севастополя, від перехрестя вулиці Шмідта з площею Ушакова до вулиці Хрустальова.
Одна з небагатьох вулиць, яка зберегла дореволюційну назву — її назвали Гоголівською у 1907 році. До цього мала назву Монастирської, оскільки вела до Свято-Георгіївського монастиря на мисі Фіолент.
Забудована будинками у стилі радянського класицизму (переважно початок вулиці) та хрущовками різної поверховості. Збереглась незначна кількість будинків періоду Російської імперії.
Вулицею проходить тролейбусна лінія.

## Галерея

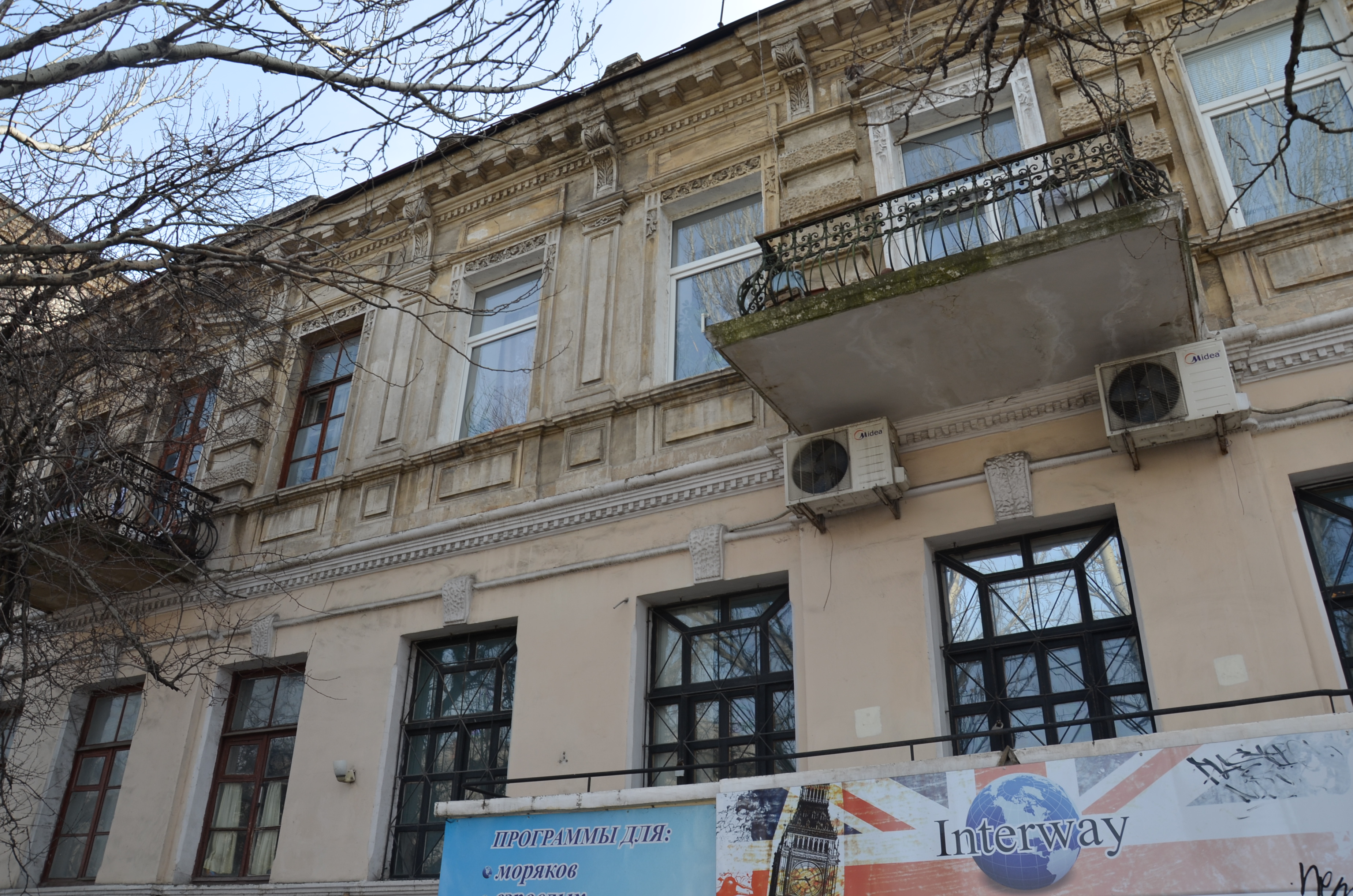
дореволюційний будинок, Гоголя 27. Має історичну назву "будинок турецького посланця"
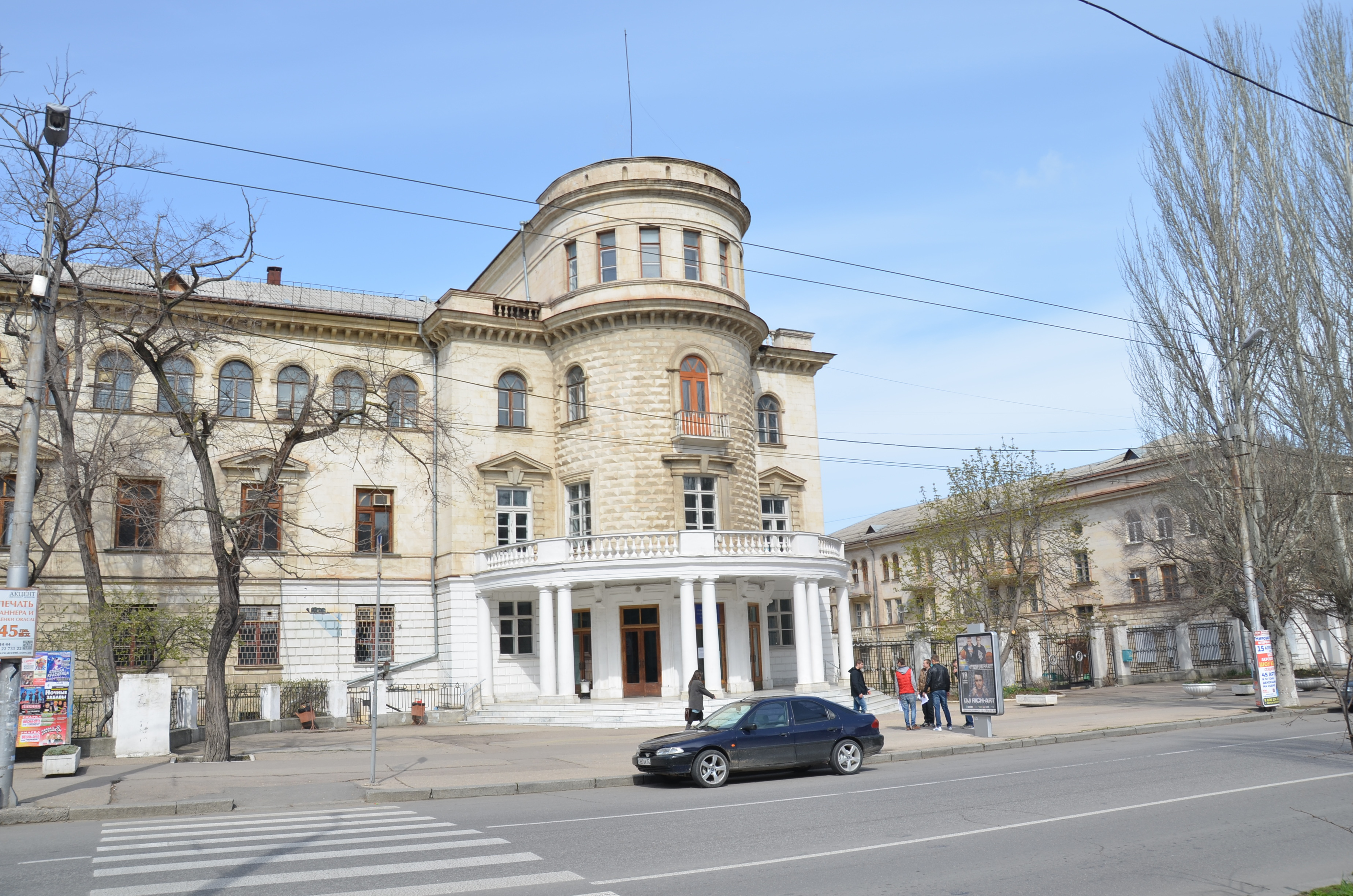
старий корпус Севастопольського університету
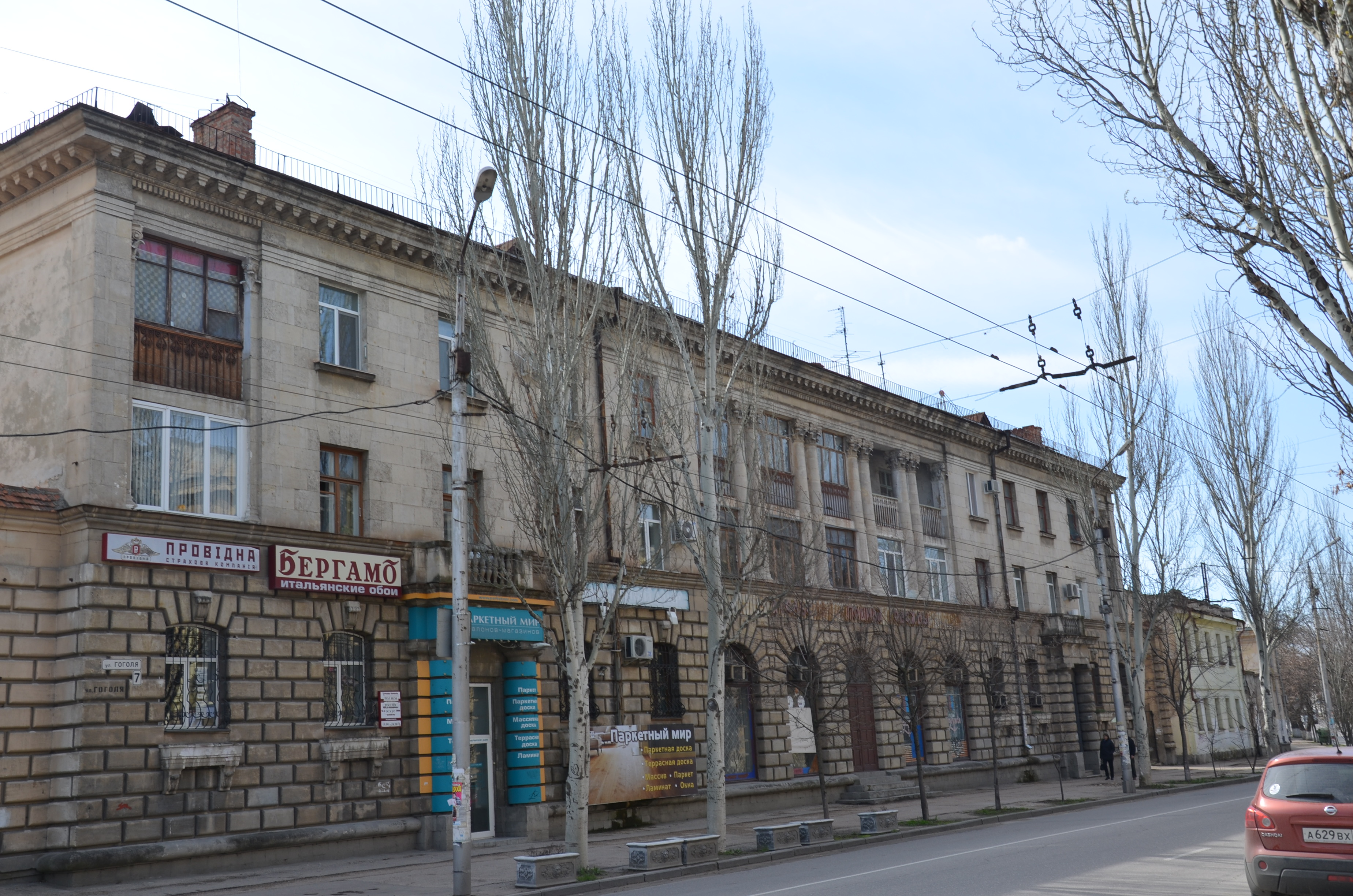
будинок Гоголя 7